# Jonny Hey
Jonny Hey (* 21. September 1949 in Berlin) ist ein ehemaliger deutscher Fußballspieler.

## Karriere
Er begann seine Karriere 1968 bei Wacker 04 Berlin in der Regionalliga Berlin. Nach zwei Spielzeiten für Wacker schloss sich Hey Blau-Weiß 90 Berlin an. Von dort wechselte er 1972 zum MSV Duisburg in die Bundesliga. Obwohl der MSV den Klassenerhalt in der Saison 1973/74 knapp schaffte, wechselte Hey für die Saison 1974/75 zu Arminia Bielefeld in die damalige 2. Bundesliga Nord. Nach einem Gastspiel in der Schweiz bei Grasshoppers Zürich kehrte er 1979 in die 2. Bundesliga zurück, wo er noch eine Saison für den SC Fortuna Köln spielte. Im Sommer 1980 wechselte er zum gerade aus der Zweiten Liga abgestiegenen Wuppertaler SV in die Oberliga Nordrhein, wo er in den folgenden beiden Jahren mit elf bzw. 13 Saisontoren jeweils bester Torschütze war. In der Saison 1982/83 übernahm er dann vorübergehend das Spielertraineramt beim WSV.
Hey absolvierte insgesamt 32 Spiele in der Bundesliga als Mittelfeldspieler, wobei er drei Tore erzielte. In der 2. Bundesliga hatte er 127 Einsätze als Mittelfeld- und Abwehrspieler und erzielte 17 Tore. Ebenfalls kam er 1980 auf einen Einsatz im DFB-Pokal für Fortuna Köln und 1980 und 1981 zu drei Einsätzen im DFB-Pokal für den Wuppertaler SV.
Er war später Sportdirektor und für kurze Zeit auch Trainer des 1. FC Union Solingen und des Wuppertaler SV und danach bis 2008 sportlicher Leiter beim KFC Uerdingen 05. Er ist der Vater von Antoine Hey.